# Diecéze Bogor
Diecéze Bogor (latinsky Dioecesis Bogorensis) je římskokatolická diecéze na území Indonésie se sídlem ve městě Bogor, kde se nachází katedrála P. Marie. Je součástí indonéské církevní provincie  Jakarta.

## Historie
V roce 148 byla zřízena apoštolská prefektura Sukabumi, která byla v roce 1961 povýšena na diecézi a dostala současné jméno. Byla vyčleněna z apoštolského vikariátu Batávie, dnešní arcidiecéze Jakarta, vůči níž je také sufragánní.  